# Igreja Metodista Esterlina

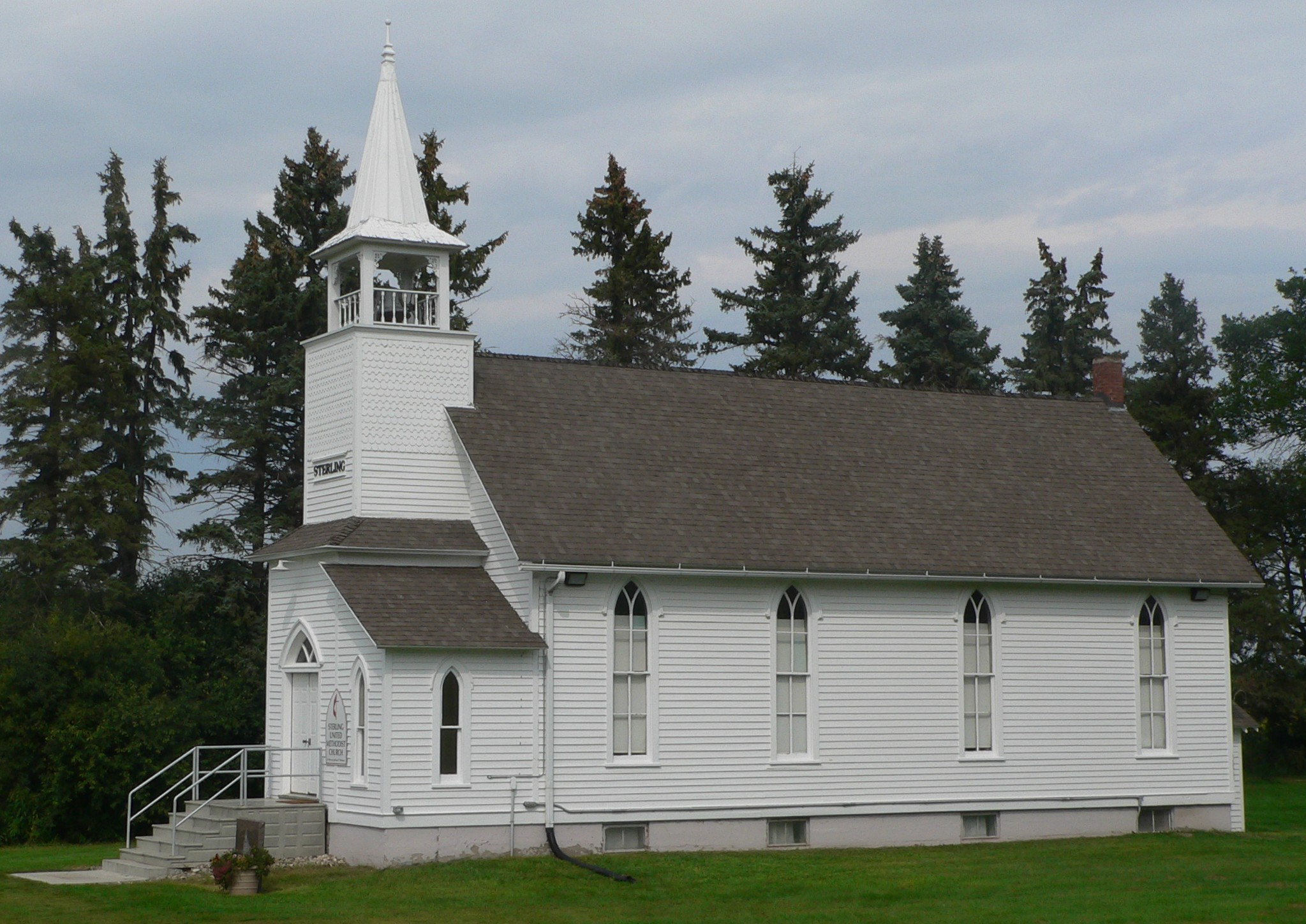
Sterling Methodist Church, no canto sudeste das estradas do condado 202 St e 471 Ave no condado rural de Brookings, Dakota do Sul; visto do sul-sudoeste.

Igreja Metodista Esterlina é uma igreja histórica perto de Bruce, Dakota do Sul.
Foi construída em 1895 em Sterling Township, Condado de Brookings, Dakota do Sul para a Congregação da Igreja Episcopal Metodista Alemã de Sterling Township do Território de Dakota. Foi adicionado ao Registro Nacional de Lugares Históricos em 19 de outubro de 1989.